# Гуантанамера (фильм)
«Гуантанамера» (исп. Guantanamera) — кубинская комедия. Режиссёры — Томас Гутьеррес Алеа и Хуан Карлос Табио.

## Сюжет
Новый партийный служащий Кубы Адольфо предлагает обеспечивать похороны людей в их родных городах, причём за перевозку гробов должны отвечать все подразделения, по территории которых проходит маршрут.
И вот тёта Йойита приезжает на другой конец Кубы, в Гуантанамо, навестить свою родственницу Хину — жену Адольфо, и там умирает. Йойита сопровождает её гроб на пути на родину, и её маршрут пересекается с маршрутом водителя-дальнобойщика Мариано, человека из её прошлого, эдакого кубинского Казановы, не пропускающего ни одной юбки по всей стране, но хранящего безответную любовь к Хине.

## В ролях
- Мирта Ибарра — Хина
- Карлос Крус — Адольфо
- Хорхе Перугоррия — Мариано
- Кончита Брандо — Йойита
- Рауль Эгурен — Кандидо